# 王蕘
王荛（?—?），唐朝官员，出自太原王氏，王起之孙，王龜之子。
王荛苦学，善写文章。以从叔王铎为宰相，避嫌不就科试。乾符初年，崔瑾廉察湖南，崔涓镇守江陵为荆南节度使，都辟王荛为从事。萧遘为宰相，表奏授任蓝田县尉，直史馆，转任左拾遗、右补阙，御史中丞卢涯奏表奏授为侍御史。跟随唐僖宗至山南西道兴元府，官至右司员外郎，去世。其子王权，后唐时官至兵部尚书；王定保，字翊聖，南汉时官至中书侍郎、同平章事；王檀，字秀山。